# Autostrade in Algeria

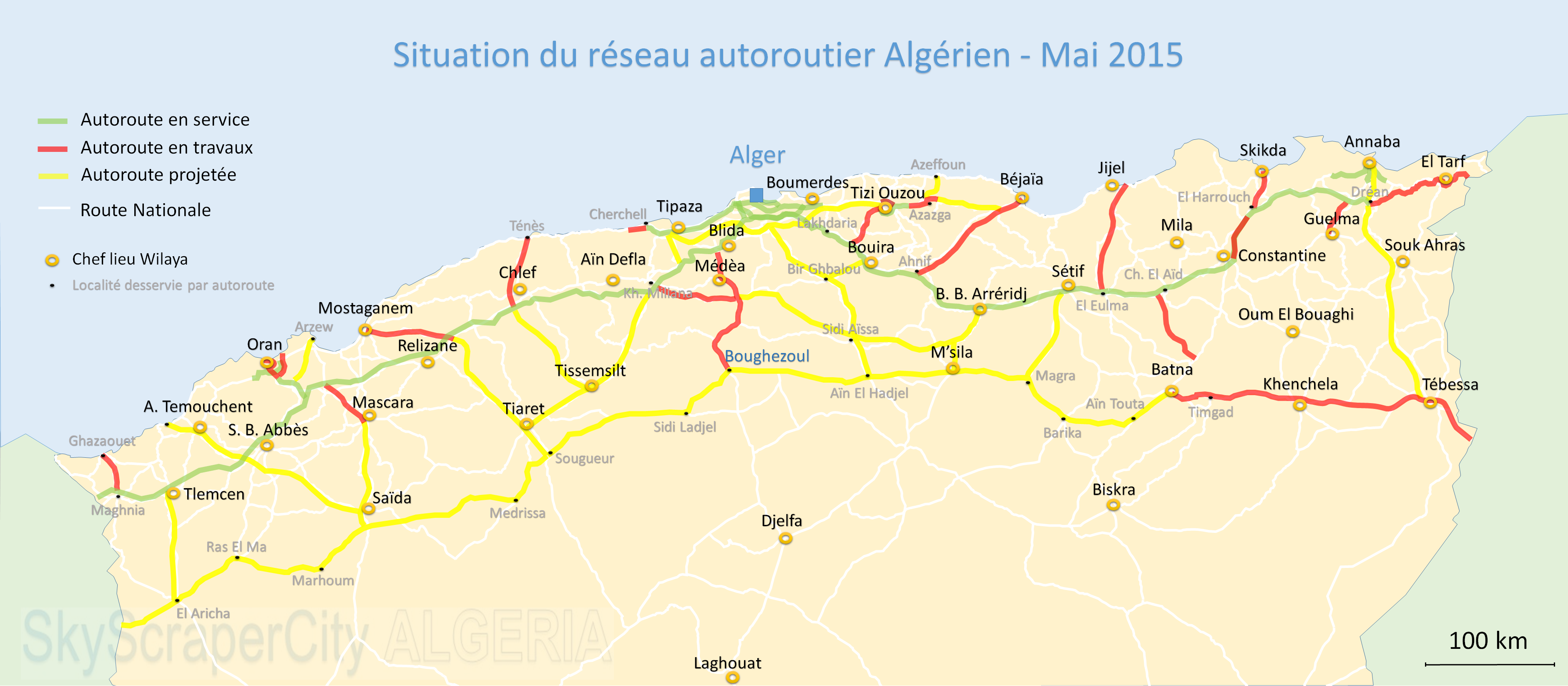
La rete autostradale algerina.

La rete autostradale dell'Algeria è principalmente composta una dorsale est-ovest nel nord del paese. Dalla dorsale originano le tangenziali al servizio della capitale e le diramazioni verso le località delle provincie. 

## Autostrade
| Nr | Nome                  | Località servite                                                                                       | Lunghezza percorso |
| -- | --------------------- | --- | ------------------ |
|    | Autostrada Nord-Sud   | Blida, Médéa, Berrouaghia, Ksar el Boukhari, Boughezoul, Aïn Oussara, Hassi Bahbah, Laghouat, Berriane | 207 km             |
|    | Autostrada dell'est   | Algeri - Sétif - Costantina - Annaba - El Tarf                                                         | 658 km             |
|    | Autostrada dell'ovest | Maghnia - Tlemcen - Sidi Bel Abbès - Chlef - Blida - Algeri                                            | 558 km             |

## Tangenziali

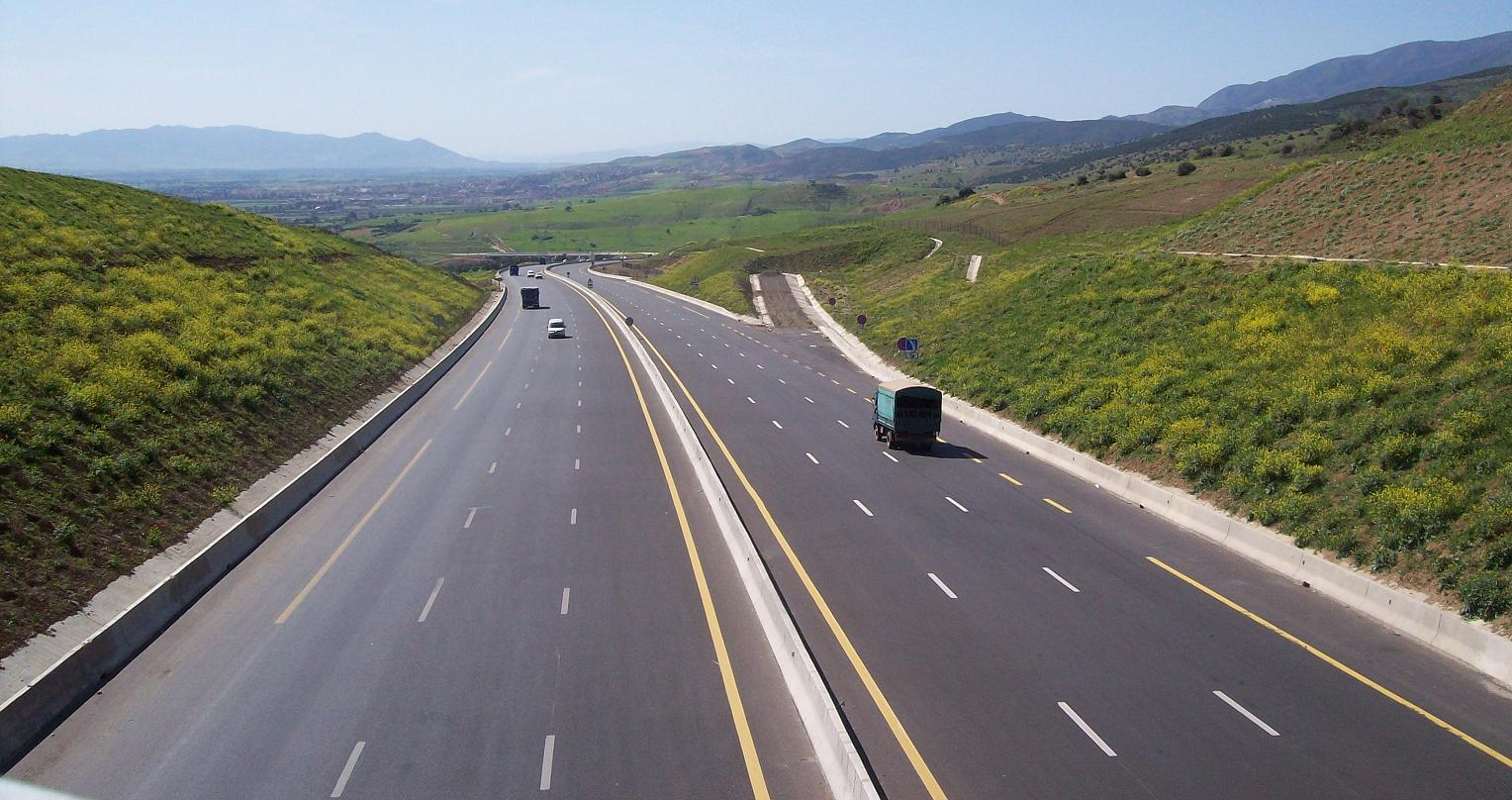
L'autostrada A1 nei pressi di Ghomri.

| Autostrada                   | Località servite | Lunghezza percorso |
| ---------------------------- | ---------------- | ------------------ |
| Tangenziale Nord di Algeri   | Algeri           | 14 km              |
| 1a Tangenziale Sud di Algeri | Algeri           |                    |
| 2a Tangenziale Sud di Algeri | Algeri           |                    |
| Tangenziale Ovest di Algeri  | Algeri           |                    |
| Tangenziale Est di Algeri    | Algeri           |                    |

## Raccordi
| Nr | Nome                   | Località servite | Lunghezza (km) |
| -- | ---------------------- | ---------------- | -------------- |
|    | Raccordo di Bejaia     | Béjaïa           | 53             |
|    | Raccordo di Mostaganem | Mostaganem       | 61             |
|    | Raccordo di Orano      | Orano            | 34             |